# Leucocarbo bougainvillii
El cormorán guanay (Leucocarbo bougainvillii), también conocido como guanay, pato lilo o pato de mar, es una especie de ave suliforme de la familia Phalacrocoracidae propia de  Sudamérica. Es un importante productor de guano, que se emplea en la agricultura como fertilizante.

## Distribución
Puebla las costas de Perú, Chile y Ecuador. Es vagante en las aguas del Océano Pacífico de Colombia, Panamá y extremo sur de la Argentina. En este último país la especie también cuenta con dos colonias de nidificación, ambas en la provincia del Chubut, en el mar Argentino, las únicas en todo el Atlántico. Estas dos últimas subpoblaciones se hallan en una leve recuperación después de haber llegado casi a su extinción, aunque aún se hallan en peligro grave.
Los escasos ejemplares atlánticos sufren una absorción genética al hibridarse con ejemplares de la enorme población de sus parientes más próximos: el cormorán de cuello negro, y el cormorán imperial.

## Descripción
Mide 68 centímetros de largo. Su cabeza, cuello, alas y dorso son de color negro mientras que la garganta, base del cuello, pecho y abdomen son blancos. En estado adulto tiene una zona desnuda de color rojo alrededor del ojo. Su pico es gris con base rojiza y sus patas rosadas. Se alimenta de anchovetas, y su guano sirve como abono.

## Aprovechamiento
Es el ave guanera por excelencia. Su guano se emplea en la agricultura como fertilizante por su alto contenido de nitrógeno.

## Taxonomía
Esta especie ha sido clasificada por algunos expertos dentro del género Phalacrocorax, pero, de acuerdo con los análisis de ADN, ha sido incluida dentro del género Leucocarbo.

## Imágenes

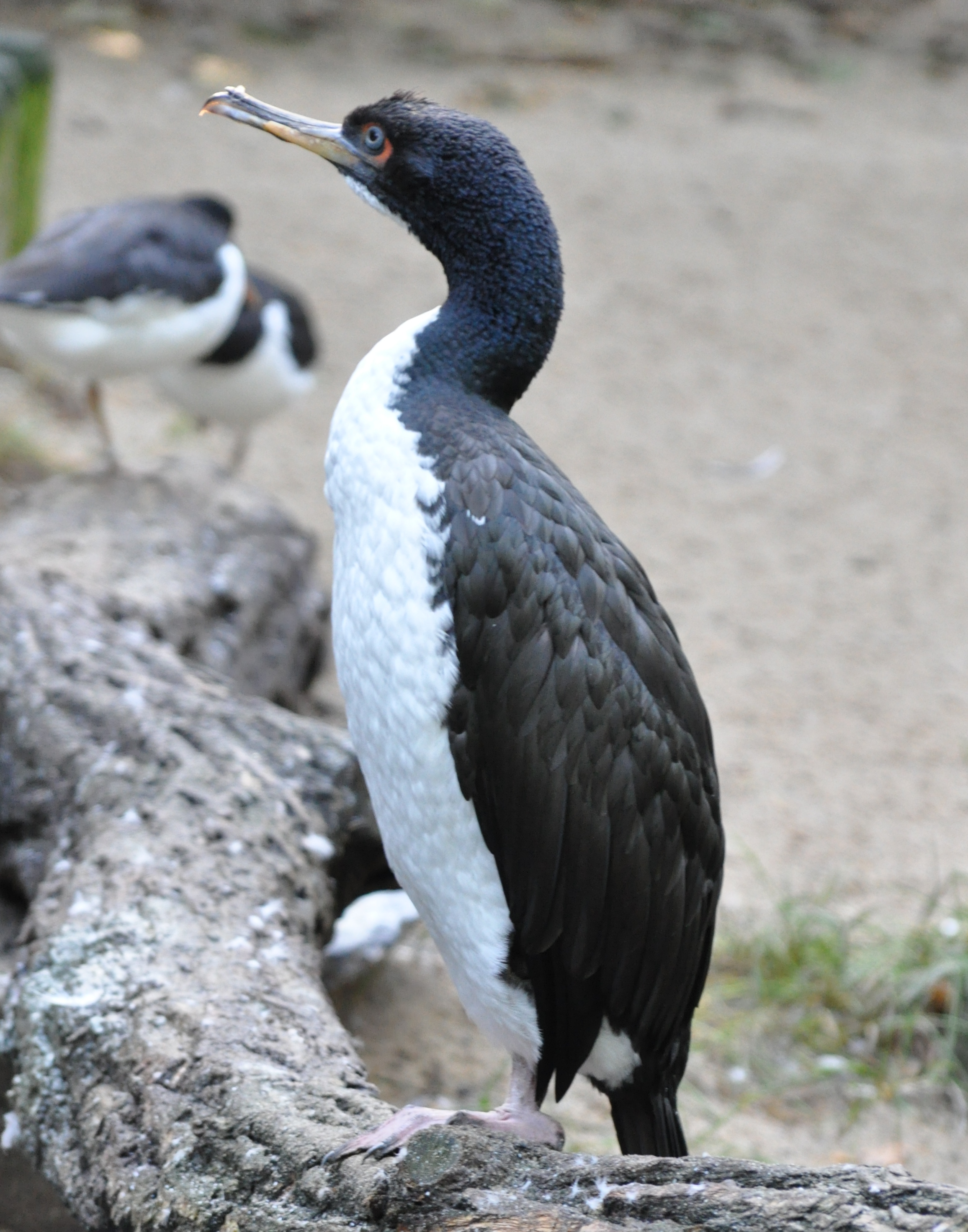
Un guanay en cautividad, en un aviario de Alemania.
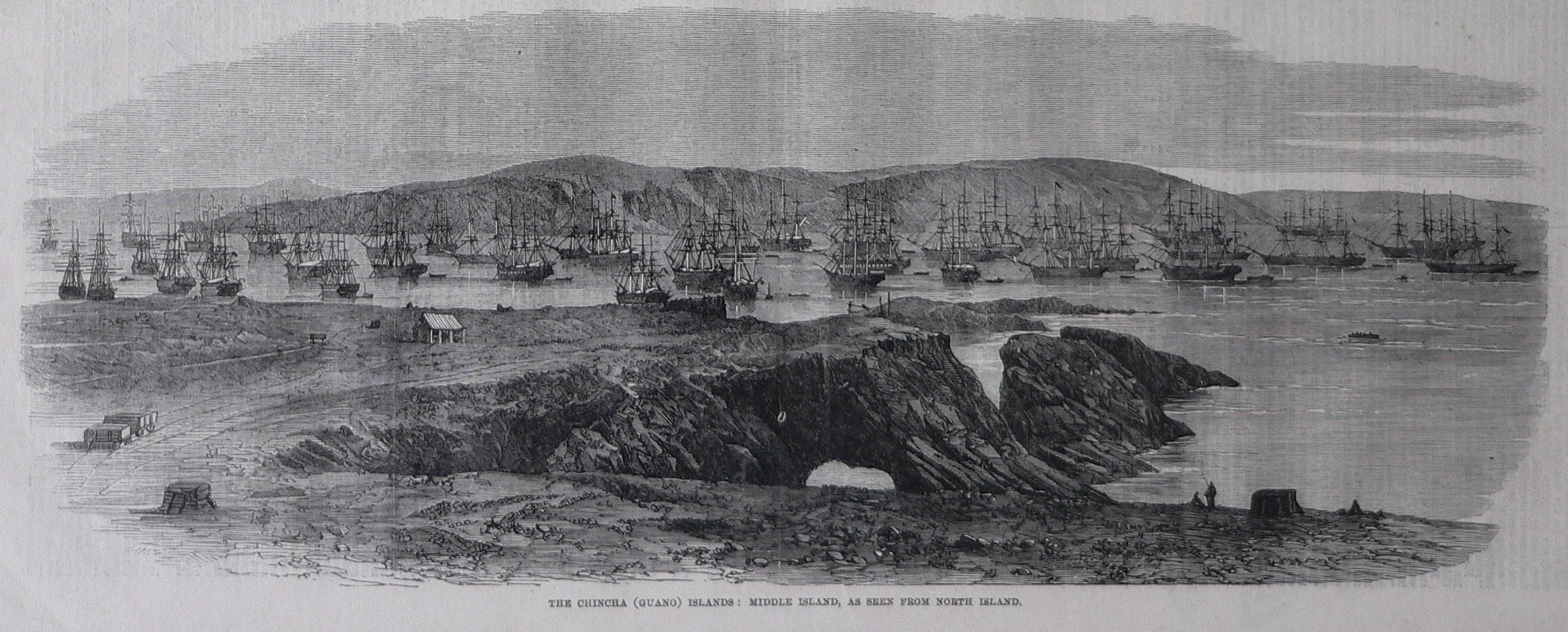
Las islas de guano de Chincha, Perú. 21 de febrero de 1863.
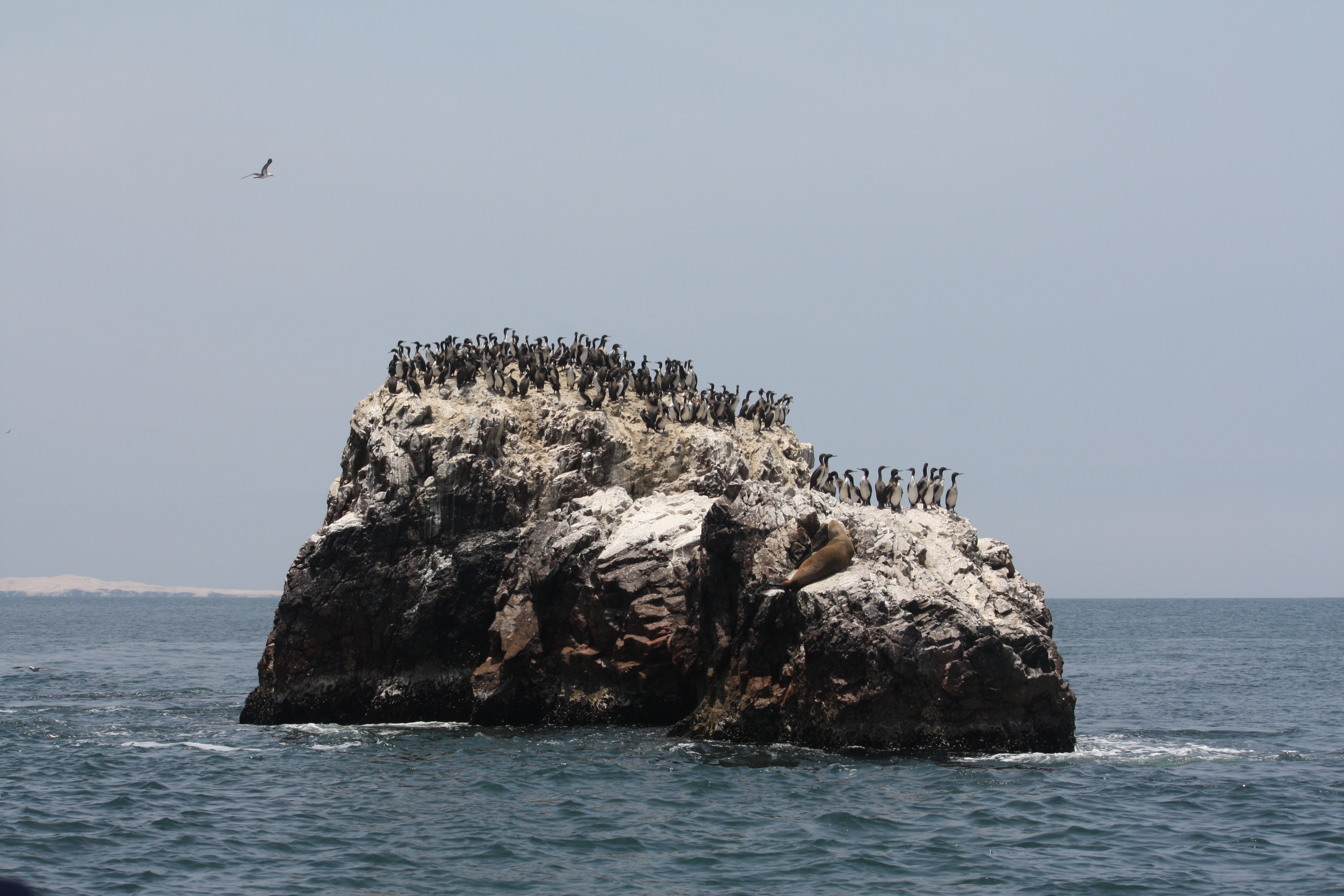
Una colonia en las islas Ballestas.